# Marchissy
Marchissy je obec na jihozápadě Švýcarska v okrese Nyon v kantonu Vaud. Žije zde 463 obyvatel.

## Geografie
Marchissy leží v nadmořské výšce 825 m, vzdušnou čarou 12 km severně od okresního města Nyon. Kompaktní vesnice se rozkládá na jižním svahu Jury nad údolím řeky Serine, v panoramatické poloze asi 450 metrů nad hladinou Ženevského jezera.
Území obce o rozloze 12,0 km² pokrývá část jižního svahu Jury a Vaudského Jury. Oblast je na jihu ohraničena tokem potoka Serine, přítoku Promenthouse. Na jihovýchodě zasahuje do nížiny údolí Prévondavaux. Toto údolí je pozůstatkem poslední doby ledové a kdysi bylo korytem tající vody na okraji ledovce Rhone. Na severozápadě se území obce rozkládá na hustě zalesněném svahu Jury až k hřebeni antiklinály Mont-Tendre. Nejvyššího bodu Marchissy se dosahuje na vrcholu Crêt de la Neuve ve výšce 1495 m n. m. Malá část obce se nachází v Combe des Amburnex, vysokém údolí bez odvodnění na předělu jurského masivu. V roce 1997 byla 3 % území obce pokryta zastavěnou plochou, 65 % lesy a lesními porosty a 32 % zemědělstvím.
Marchissy zahrnuje několik samostatných zemědělských podniků. Sousedními obcemi jsou Longirod, Burtigny, Le Vaud, Bassins a Le Chenit.

## Historie
První písemná zmínka o obci pochází z roku 1235 a nese název Marchisie. Později se objevily zápisy Marchissie (1251) a Marchissier (1301). Název místa je odvozen z latinského slova marcasius a znamená „vřesoviště, bažina“. Marchissy připadlo ve 13. století pánům z Aubonne jako léno.
Od dobytí Vaudu Bernem v roce 1536 sdílelo Marchissy osudy Aubonne a v roce 1701 se stalo součástí panství Aubonne. Po pádu Staré konfederace patřila obec v letech 1798–1803 v období helvétského soustátí ke kantonu Léman, který byl poté po vstupu v platnost Ústavy o zprostředkování sloučen s kantonem Vaud. Roku 1798 byla přičleněna k okresu Aubonne.

## Obyvatelstvo
| Rok            | 1850 | 1900 | 1910 | 1930 | 1950 | 1960 | 1970 | 1980 | 1990 | 2000 |
| Počet obyvatel | 278  | 280  | 297  | 272  | 234  | 212  | 172  | 194  | 280  | 348  |

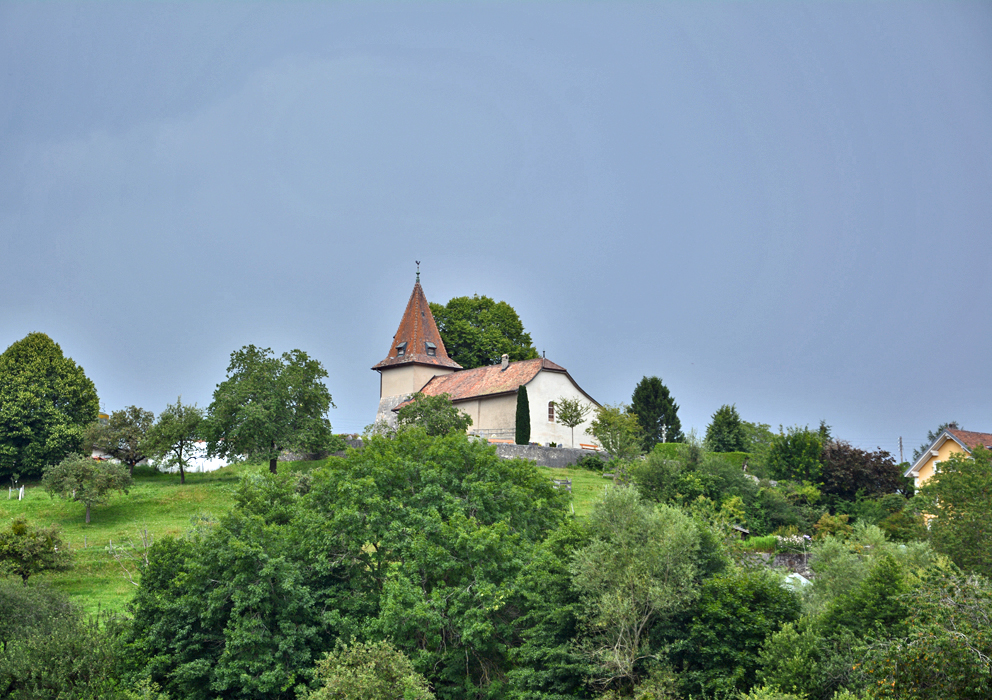
Farní kostel

Z celkového počtu obyvatel je 89,1 % francouzsky mluvících, 4,0 % německy mluvících a 2,3 % anglicky mluvících (stav v roce 2000). V roce 1900 žilo v Marchissy celkem 280 obyvatel. Poté, co počet obyvatel do roku 1970 klesl na 172, došlo od té doby k výraznému nárůstu počtu obyvatel - během 30 let se počet obyvatel zdvojnásobil.

## Hospodářství
Až do druhé poloviny 20. století bylo Marchissy převážně zemědělskou obcí. Zemědělství hraje i dnes důležitou roli jako zdroj obživy obyvatel, přičemž chov dobytka (zejména dojnic) převažují nad zemědělstvím. Další pracovní příležitosti jsou k dispozici v místních malých podnicích a ve službách. V posledních desetiletích se obec díky své atraktivní poloze rozvinula v rezidenční obec. V důsledku toho mnoho pracujících dojíždí za prací do větších měst podél Ženevského jezera.

## Doprava
Obec leží na kantonální silnici vedoucí z Glandu přes Saint-George a průsmyk Col du Marchairuz do údolí Vallée de Joux. Marchissy je napojeno na síť veřejné dopravy prostřednictvím linky Postbusu z Nyonu do Gimelu.